# 274301 Wikipedia
(274301) Wikipedia (voorlopige naam 2008 QH24) is een planetoïde uit de planetoïdengordel, die op 25 augustus 2008 ontdekt werd aan het astronomisch observatorium in Androesjivka, Oekraïne. Nadat de baan berekend was bleek dat de planetoïde reeds in 1997 (1997 RO4) en 2007 (2007 FK34) waargenomen was. 
De planetoïde, die behoort tot de Vestafamilie, werd in januari 2013 genoemd naar de online encyclopedie Wikipedia. Het hemellichaam beweegt in 3,673 jaar rond de zon. 